# S Geminorum
S Geminorum är en pulserande variabel av Mira Ceti-typ  i stjärnbilden Tvillingarna. 
Stjärnan varierar mellan magnitud +8,0 och 14,7 med en period av 291 dygn.